# Narodni park Anapurna
Narodni park Anapurna je največje zavarovano območje Nepala v Himalaji, ki pokriva 7629 km2 masiva Anapurne. Višina se giblje od 790 m do vrha Anapurne I na 8091 m. Zaščiteno območje se razteza čez okrožja Manang, Mustang, Kaski, Myagdi in Lamjung . Zajema tudi Anapurnino svetišče in je znano po več pohodniških poteh, vključno z Annapurna Circuit

## Zgodovina
Narodni park Anapurna je bil ustanovljen leta 1985 in objavljen leta 1992. Upravlja ga Nacionalni sklad za ohranjanje narave.

## Podnebje
Razlikujeta se dve podnebni regiji v razponu 120 km in nadmorski višini od 1000 do 8000 m. Padavine v južnem delu Anapurne so obilnejše kot v padavinski senci severno od vrhov. Letne količine padavin so najvišje med azijskim monsunom med junijem in septembrom, od 5032 mm  na južnih pobočjih na 2950 m nadmorske višine do 1099 mm v padavinski senci na 2360 m nadmorske višine. Sneg se nabira med 2000 in 3000 m. V zimskem obdobju 1999–2000 so bila območja nad 3000 m  zasnežena do konca marca in do maja nad 4400 m. Na tej nadmorski višini se zimske temperature zraka gibljejo med -4,65 in -6,06 °C.

## Rastlinstvo in živalstvo
Zaščiteno območje vključuje enega najbolj impresivnih gorskih amfiteatrov na svetu, znan kot Anapurnino svetišče, ki ga obkroža sedem vrhov nad 7000 m. Anapurna I (8091 m), ena od najvišjih gora na svetu in Dhaulagiri (8167 m) zahodno od območja. Na najnižjih ravneh ohranitvenega območja (okoli 1000 m) obstajajo subtropski gozdovi listavcev Schima wallichii iz rodu čajevcev, Castanopsis indica iz rodu bukev in na suhih pobočjih gozdov bori Pinus roxburghii in jelša alnus nepalensis se večinoma pojavlja ob rekah in potokih. Višje so ti gozdovi nadomeščeni z zmernimi gozdovi mešanih listavcev, med katerimi so hrasti Quercus lamellosa, Q. lanata in Q. semecarpifolia z vrstami rododendrona. V najbolj vlažnih krajih, kot je na primer v zgornji dolini Modi Khola, rastejo bambusove džungle vrste Arundinaria. Nad temi rastejo iglasti gozdovi, predvsem jelka Abies spectabilis, himalajski bor Pinus wallichiana in čuga Tsuga dumosa. Višje so subalpski gozdovi koristne breze Betula utilis, himalajskega bora in brina. Končno v alpskem območju rastejo rododendron in grmičevje. Območje severno od Himalaje je polpuščava in majhne, raztresene grmovnice vrste Caragana in brin nadomestijo gozdove. Biogeografsko je mogoče Himalaje razdeliti na vzhodne in zahodne odseke. Ločnica med vzhodom in zahodom je dolina Kali Gandaki, ki teče severu / jug skozi zavarovano območje.
Na območju narodnega parka Anapurna je bilo zabeleženih 486 vrst ptic. Je edino zavarovano območje v državi, ki ima vse šest nepalskih vrst himalajskih fazanov, vključno z dobro populacijo skoraj ogroženega Tragopan fazana.
Dolina Kali Gandaki je migracijski koridor za ptice, ki se premikajo proti jugu v Indijo. Zabeleženih je okoli 40 vrst ptic selivk, vključno z žerjavi Grus virgo. 
Na zaščitenem območju je bilo doslej zabeležena 101 vrsta sesalcev. Nekaj je ogroženih, vključno rdeči volk Cuon alpinus, sivi volk Canis lupus, mačji panda Ailurus fulgens, azijski črni medved Ursus thibetanus, vidra Lutra lutra in vidra Lutrogale perspicillata, dimasti leopard Neofelis nebulosa, snežni leopard Uncia uncia, jelen Moschus chrysogaster, divji jak Bos grunniens, himalajski tar Hemitragus jemlahicus, Capricornis sumatraensis, argali Ovis amon, tibetanska antilopa Pantholops hodgsonii. Skupaj je bilo ugotovljenih 36 vrst plazilcev, vključno 11 kuščarjev in 25 kač, nekateri daleč na severu kot v zgornji dolini Mustang. Zabeleženih je bilo dvajset dvoživk, vse žabe in krastače, ki so bolj ali manj omejene na južna pobočja.